# 大分県立緒方工業高等学校
大分県立緒方工業高等学校（おおいたけんりつおがたこうぎょうこうとうがっこう）は、かつて大分県豊後大野市（旧・大野郡）緒方町に所在した公立の工業高等学校。
2006年4月、本校、大分県立三重高等学校、大分県立三重農業高等学校、大分県立竹田商業高等学校の4校を統合した大分県立三重総合高等学校が開校したため、同年から新入生の募集を停止し在校生が卒業した2008年3月をもって閉校した。

## 設置学科
- 機械科
- 電気科
- 電子機械科

## 所在地
- 〒879-6643 大分県豊後大野市（旧・大野郡）緒方町下自在143-1

## 部活動
1975年に硬式野球部が県大会で優勝。熊本県代表の九州学院との決定戦に敗れ、甲子園出場はならなかった。